# Juan Aldama (Zacatecas)
Juan Aldama (Zacatecas) um dos 58 municípios do estado de Zacatecas (México). Ele está localizado na região noroeste e faz fronteira com os municípios de Francisco R. Murguía, Miguel Auza, Rio Grande, no estado de Zacatecano e os municípios de Santa Clara e Simón Bolívar, no estado de Durango. A sede municipal está localizada na entidade de Juan Aldama.